# Yugus bulbosus
Yugus bulbosus är en bäcksländeart som först beskrevs av Theodore Henry Frison 1942.  Yugus bulbosus ingår i släktet Yugus och familjen rovbäcksländor. Inga underarter finns listade i Catalogue of Life.